# Naka-ku (Hamamatsu)
Pour les articles homonymes, voir Naka-ku.
Naka (中区, Naka-ku) était l'un des sept arrondissements de la ville de Hamamatsu au Japon. Il était situé au centre de la ville.

## Démographie
L'arrondissement occupe 44,34 km2 pour une population de 237 012 habitants (au 1er juin 2016) soit une densité de population de 5 350 habitant/km2.

## Histoire
L’arrondissement a été créé en 2007 quand Hamamatsu est devenu une ville désignée par ordonnance gouvernementale. Le 1er janvier 2024, il est intégré dans le nouvel arrondissement de Chūō-ku.

## Lieux notables
- Château de Hamamatsu
- Act Tower
- Site de Shijimizuka

## Transports publics
La gare de Hamamatsu se trouve dans l'arrondissement. Elle est desservie par la ligne Shinkansen Tōkaidō et la ligne principale Tōkaidō de la JR Central. L'arrondissement est également desservi par la ligne Enshū Railway de la compagnie privée Entetsu.